# Cranaella multicolor
Cranaella multicolor är en insektsart som beskrevs av Kevan, D.K.M. 1966. Cranaella multicolor ingår i släktet Cranaella och familjen gräshoppor. Inga underarter finns listade i Catalogue of Life.